# Макс Фактор
Макс Фактор (англ. Max Factor, справжнє ім'я Максиміліан Абрамович Факторович; 5 вересня 1872, Здунська Воля — 30 серпня 1938, Беверлі-Гіллз) — польсько-американський бізнесмен єврейського походження, засновник косметичної компанії «Max Factor». До еміграції в Америку певний час проживав в Одесі й Миколаєві.

## Біографія

### Ранні роки життя
Фактор народився у 1872 році у Польщі (тоді — Російська імперія) у сім'ї рабина Абрама Факторовича і Сесилії Твардовської. Родина не могла собі дозволити освіту чотирьох дітей, тому уже з восьми років юний Максиміліан працював асистентом фармацевта. Згодом став учнем косметолога. Накопичений досвід допоміг йому здобути роботу у провідних перукарів імперії.
Із 18 до 22 років хлопець відбував військову службу — працював у шпиталі. Після демобілізації він відкрив власний магазин у Рязані та одружився з дівчиною єврейського походження Естер Розою. У 1904 році сім'я, стурбована поглибленням антиєврейських поглядів у Росії, емігрувала до США. На той час у них народилося уже троє дітей.

### Після еміграції
Прибувши до Сполучених Штатів, Максиміліан Факторович вибрав собі нове ім'я — Макс Фактор. Він відкрив новий бізнес у Сент-Луїсі і більше ніколи не повертався на батьківщину. Він продав все своє колишнє майно, проте більшу частину грошей привласнили партнери Фактора. 1906 року померла його дружина. Бізнесмен одружився знову, але невдало. Шлюб завершився судом між колишнім подружжям, у результаті якого Фактор був змушений сам виховувати своїх дітей. 1908 року він одружився втретє — на сусідці Дженні Кук. Того ж року Фактор переїхав із родиною до Лос-Анджелеса, оскільки бачив можливість отримати прибутки на кіноіндустрії, яка швидко розвивалася. У 1912 році він отримав американське громадянство.

### Розвиток бізнесу
Фактор багато експериментував над створенням гарних гримів до нових фільмів. В 1914 році він винайшов новий макіяж для кіно — у вигляді крему. Це досягнення зробило компанію Фактора відомим авторитетом у галузі косметики. Його продукцію замовляли і актори, і режисери фільмів. Лозунгом бізнесмена було те, що кожна дівчина може виглядати як кінозірка з допомогою косметики Max Factor.
Макс Фактор також експериментував з губними помадами та рум’янами. У 1926 році він винайшов водостійкий грим, а у 1929 році грим, який був стійким до високих температур повітря. Крім цього він запропонував жінкам підбирати декоративну косметику, орієнтуючись на колір волосся та очей, а також на пропорції обличчя. 
У перші роки розвитку компанії Фактор особисто створював макіяж акторам, зробивши собі чудову репутацію. Він відкрив свій салон у Голлівуді та час від часу сам знімався у фільмах.

### Смерть
У 1938 році Макс Фактор подорожував Європою разом із сином Девідом. Зупинившись у Парижі, він отримав записку із вимогою грошей в обмін на життя. Поліція спробувала використати відомого бізнесмена як приманку, але у вказаний час ніхто не з'явився.
Ця подія так вразила Фактора, що він серйозно захворів. Лікар порадив йому повернутися до Америки, проте це не допомогло. Макс Фактор помер в Беверлі-Гіллз у віці 65 років.

## Пам'ять
Фактора нерідко називають «батьком сучасної косметики» та «голлівудським чарівником». У його честь закладена зірка на Алеї слави у Голлівуді. Після смерті Фактора у 1938 році справу Фактора продовжив син Френк, який змінив ім'я і став зватися Макс Фактор-молодший.

## Виноски
1. 1 2  Deutsche Nationalbibliothek Record #130503673 // Gemeinsame Normdatei — 2012—2016.
2. ↑  Find a Grave — 1996.
3. ↑  Nepa F. L. Factor, Max (1872?–30 August 1938), cosmetics expert and executive // American National Biography Online / S. Ware — [New York]: Oxford University Press, 2017. — ISSN 1470-6229 — doi:10.1093/ANB/9780198606697.ARTICLE.1002191
4. ↑  За іншими даними, Абрам був бакалійником або текстильником
5. ↑  Батько сучасної косметики: як уродженець Лодзького воєводства заснував легендарний бренд Max Factor. lodz.one.